# Conus mulderi
Conus mulderi is een in zee levende slakkensoort uit het geslacht Conus. De slak behoort tot de familie Conidae. Conus mulderi werd in 1936 beschreven door Fulton. Net zoals alle soorten binnen het geslacht Conus zijn deze slakken roofzuchtig en giftig. Zij bezitten een harpoenachtige structuur waarmee ze hun prooi kunnen steken en verlammen.